# Stapelia remota
Stapelia remota är en oleanderväxtart som beskrevs av Robert Allen Dyer. Stapelia remota ingår i släktet Stapelia och familjen oleanderväxter. Inga underarter finns listade i Catalogue of Life.